# Anchon limbatum
Anchon limbatum är en insektsart som beskrevs av Schmidt. Anchon limbatum ingår i släktet Anchon och familjen hornstritar. Inga underarter finns listade i Catalogue of Life.